# Gisborne City Association Football Club
Maillots

Le Gisborne City Association Football Club est un club néo-zélandais de football basé à Gisborne.

## Palmarès
- Championnat de Nouvelle-Zélande
  - Vainqueur : 1984
  - Vice-Champion : 1980, 1985, 1987

- Coupe de Nouvelle-Zélande
  - Vainqueur : 1987
  - Finaliste : 1983, 1984

- Challenge Trophy
  - Vainqueur : 1985
  - Finaliste : 1981